# Laurits Hans Christian Bistrup
Laurits Hans Christian Bistrup (7. března 1850, Maniitsoq – 15. srpna 1914, Kodaň) byl dánský obchodník a inspektor jižního Grónska.

## Životopis
Laurits Hans Christian Bistrup byl synem koloniálního správce Henninga Bistrupa (1798–1877) a jeho druhé manželky Laury Jakobine Kirstine Hammer (1811–1878). Jeho otec byl v době jeho narození koloniálním správcem v Maniitsoqu. Bistrup získal obchodní a strojírenské vzdělání. Po dvou letech praxe v účetní kanceláři se v roce 1878 stal dobrovolníkem v Nuuku. V roce 1882 se stal obchodním asistentem v Maniitsoqu. V roce 1885 se stal dočasným správcem kolonie v Nuuku a o tři roky později byl zaměstnán natrvalo. V letech 1888–1889 nahradil Carla Julia Petera Ryberga ve funkci inspektora Jižního Grónska. Po roční dovolené byl v roce 1890 přeložen zpět do Maniitsoqu jako koloniální správce. V letech 1901 až 1902 byl opět na dovolené. V letech 1906 až 1908 dvakrát krátce zastoupil inspektora Oleho Bendixena a po další roční dovolené odešel v roce 1912 do důchodu. Žil v Gentofte a zemřel o dva roky později v Kodani ve věku 64 let.
Laurits Hans Christian Bistrup se 7. března 1878 v Kodani oženil s Annou Vilhelmínou Østerbergovou (1848–?), dcerou pozlacovače Augusta Østerberga. Prostřednictvím své dcery Carly Østerberg Bistrup (1883–1979) byl tchánem Christiana Simonyho (1881–1961) a dědečkem Carla Frederika Bistrupa Simonyho (1909–1983).